# Rhopalophthalmus tattersallae
Rhopalophthalmus tattersallae is een aasgarnalensoort uit de familie van de Mysidae. De wetenschappelijke naam van de soort is voor het eerst geldig gepubliceerd in 1961 door Pillai.